# 徐家峪河
徐家峪河是莱芜区高庄街道的河流，源于徐家峪村，向北流8.32（5.17英里），在西海公园橡皮坝西的坡草洼村注入牟汶河。